# 沙萨勒-莫兰日
沙萨勒-莫兰日（法語：Chassal-Molinges，法語發音：[ʃasal mɔlɛ̃ʒ]）是法国汝拉省的一个市镇，属于圣克洛德区。该市镇于2019年由原市镇沙萨勒和莫兰日合并而成，行政中心位于莫兰日。

## 地理
沙萨勒-莫兰日（46°21'25"N, 5°45'57"E）面积7.76 平方千米，位于法国勃艮第-弗朗什-孔泰大區汝拉省，该省份为法国东部内陆省份，北起上索恩省，西北接科多尔省，西临索恩-卢瓦尔省，南至安省，东与杜省和瑞士接壤。
与沙萨勒-莫兰日接壤的市镇（或旧市镇、城区）包括：拉旺莱圣克洛德、沃莱圣克洛德、罗尼亚、拉里瓦尔、圣克洛德。
沙萨勒-莫兰日的时区为UTC+01:00、UTC+02:00（夏令时）。

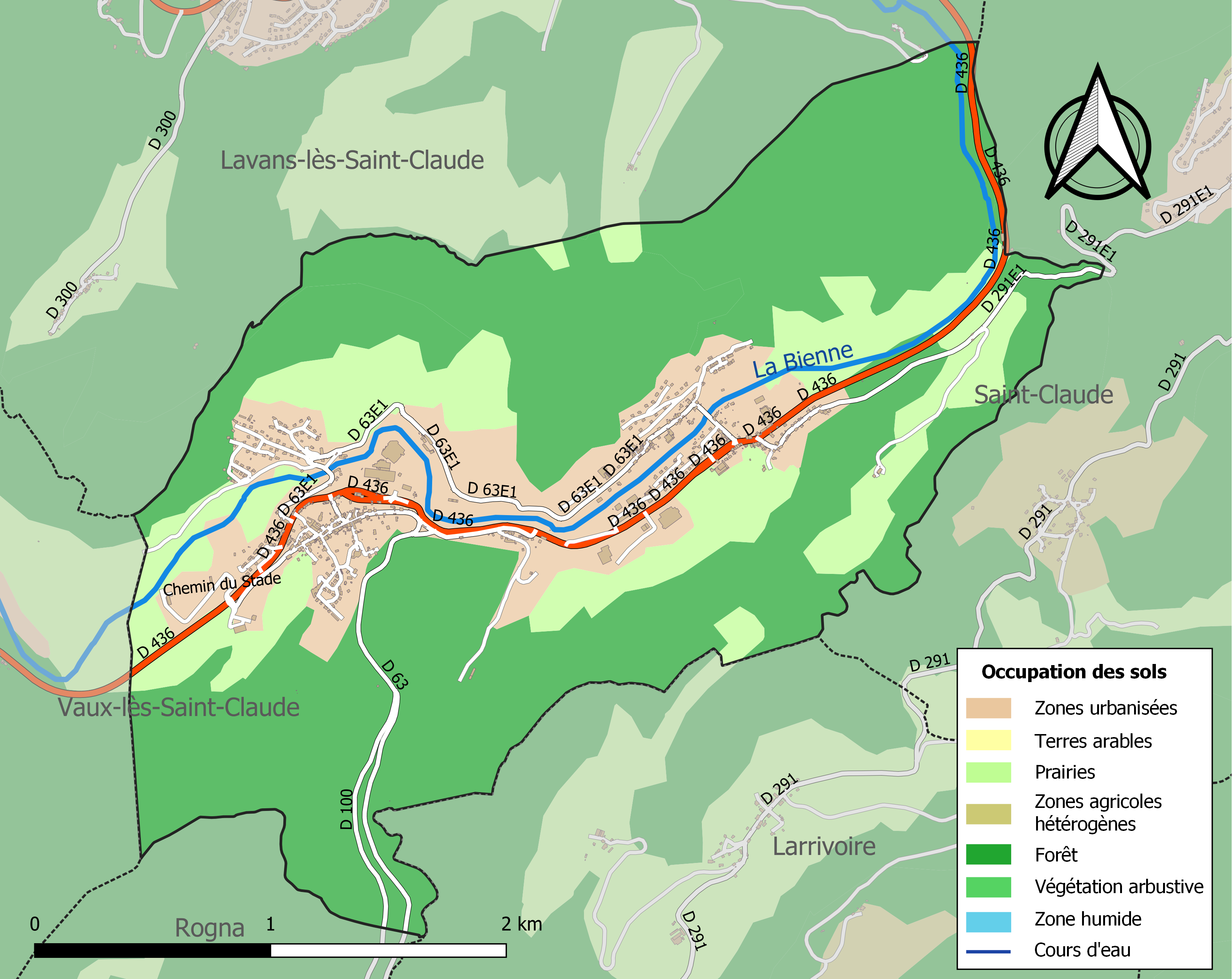
沙萨勒-莫兰日的OSM定位图

## 行政
沙萨勒-莫兰日的邮政编码为39360，INSEE市镇编码为39339。

## 政治
沙萨勒-莫兰日所属的省级选区为科托迪利宗县。

## 人口
沙萨勒-莫兰日于2022年1月1日时的人口数量为1120人。